# This Love (Maroon 5)
This Love è un singolo del gruppo musicale statunitense Maroon 5, pubblicato il 27 gennaio 2004 come secondo estratto dal primo album in studio Songs About Jane.
Il brano ha rappresentato il primo vero successo commerciale del gruppo, posizionandosi in cima a diverse classifiche di tutto il mondo, vincendo inoltre un Grammy Award alla miglior performance pop vocale di un duo o gruppo nel 2006. Il gruppo ha suonato questa canzone al The Tonight Show condotto da Jay Leno nel 2007.

## Video musicale
Il video unisce filmati di performance della band in un cortile in un palcoscenico messicano e scene di Adam Levine che si separa con una donna. Secondo Levine, il concetto che sta dietro il video musicale è basato su Prince.
Altre scene del video mostrano Levine e la allora fidanzata Kelly McKee protagonisti di una scena erotica, nonostante siano state impiegate inquadrature creative per non mostrare alcuna parte intima dei due. Esiste un'altra versione del video nella quale, grazie all'aiuto di alcuni effetti speciali, ci sono dei fiori che coprono le parti nude dei due, creato per i mercati più conservatori. Quando gli è stata chiesta la sua opinione in proposito, Adam Levine ha commentato: «Ciò è ridicolo». Il bassista Madden ha detto che è «una reazione assurda ed esagerata».

## Tracce
Testi e musiche di Adam Levine e Jesse Carmichael.
CD singolo
1. This Love – 3:26
2. The Sun (Acoustic Version Recorded at The Hit Factory, NYC on 22.1.2003) – 5:01

CD maxi-singolo
1. This Love – 3:26
2. Harder to Breathe (Acoustic Version) – 3:00
3. The Sun (Acoustic Version Recorded at The Hit Factory, NYC on 22.1.2003) – 5:01
4. This Love (Video)

## Classifiche

### Classifiche settimanali
| Classifica (2003/04)             | Posizione massima |
| -------------------------------- | ----------------- |
| Australia                        | 8                 |
| Austria                          | 3                 |
| Belgio (Fiandre)                 | 21                |
| Finlandia                        | 1                 |
| Francia                          | 6                 |
| Germania                         | 5                 |
| Giappone                         | 5                 |
| Irlanda                          | 6                 |
| Israele                          | 1                 |
| Italia                           | 3                 |
| Norvegia                         | 3                 |
| Nuova Zelanda                    | 4                 |
| Paesi Bassi                      | 3                 |
| Regno Unito                      | 3                 |
| Stati Uniti                      | 5                 |
| Stati Uniti (adult contemporary) | 3                 |
| Stati Uniti (dance club play)    | 21                |
| Svezia                           | 26                |
| Svizzera                         | 4                 |
| Ungheria                         | 1                 |

### Classifiche di fine anno
| Classifica (2024) | Posizione |
| ----------------- | --------- |
| Kazakistan        | 187       |

## Cover
- Kanye West ha eseguito un remix della canzone.
- Anche il gruppo hip hop coreano Big Bang ha eseguito un remix della canzone, dallo stesso titolo.
- I B'z, gruppo rock giapponese, ha fatto una cover di questa canzone, dallo stesso titolo, cantata completamente in giapponese.
- Blake Lewis, il secondo classificato alla sesta edizione di American Idol, ha cantato la canzone il 15 maggio 2007. La versione originale della canzone è rientrata nella iTunes Top 100 chart il giorno dopo la sua performance e nella Billboard's Hot Digital Songs chart al #41 quella settimana. In seguito è stata realizzata una versione studio di Lewis sul sito ufficiale diAmerican Idol ed è stata inserita nella compilation dei finalisti del programma "American Idol Season 6: The Collector's Edition.